# Melik Dżanojan
Melik Dżanojan (orm. Մելիք Ջանոյան, ur. 24 marca 1985) – ormiański lekkoatleta specjalizujący się w rzucie oszczepem.
Wielokrotny mistrz i rekordzista Armenii. Uczestnik igrzysk olimpijskich w Pekinie (2008) - z wynikiem 64,47 nie awansował do finału. W 2009 bez powodzenia startował w mistrzostwach świata. Reprezentant Armenii w pucharze Europy, drużynowych mistrzostwach Europy oraz pucharze Europy. 
Rekord życiowy: 79,71 (18 lutego 2012, Adler). Wynik ten jest aktualnym rekordem Armenii.

## Osiągnięcia
| Rok  | Impreza                                | Miejsce               | Lokata                      | Wynik |
| ---- | -------------------------------------- | --------------------- | --------------------------- | ----- |
| 2005 | Uniwersjada                            | Izmir                 | eliminacje                  | 60,13 |
| 2006 | II liga Pucharu Europy                 | Nowy Sad              | 2. miejsce                  | 68,39 |
| 2007 | Zimowy puchar Europy                   | Jałta                 | 3. miejsce                  | 69,34 |
| 2007 | Młodzieżowe mistrzostwa Europy         | Debreczyn             | 8. miejsce                  | 72,80 |
| 2007 | Uniwersjada                            | Bangkok               | el. – 19. miejsce           | 63,13 |
| 2008 | Igrzyska olimpijskie                   | Pekin                 | el. – 37. miejsce           | 64,47 |
| 2009 | III liga drużynowych mistrzostw Europy | Sarajewo              | niesklasyfikowany           | x     |
| 2009 | Mistrzostwa świata                     | Berlin                | el. – 32. miejsce           | 74,74 |
| 2010 | III liga drużynowych mistrzostw Europy | Marsa                 | 2. miejsce                  | 71,29 |
| 2011 | III liga drużynowych mistrzostw Europy | Reykjavík             | 2. miejsce                  | 70,41 |
| 2012 | Mistrzostwa Europy                     | Helsinki              | el. – 21. miejsce           | 72,59 |
| 2012 | Igrzyska olimpijskie                   | Londyn                | el. – 39. miejsce           | 72,64 |
| 2013 | Zimowy puchar Europy w rzutach         | Castellón de la Plana | 8. miejsce                  | 68,18 |
| 2013 | III liga drużynowych mistrzostw Europy | Bańska Bystrzyca      | 7. miejsce                  | 65,34 |
| 2013 | Igrzyska frankofońskie                 | Nicea                 | 7. miejsce                  | 63,52 |
| 2016 | Puchar Europy w rzutach                | Arad                  | niesklasyfikowany (grupa B) | NM    |